# Protest

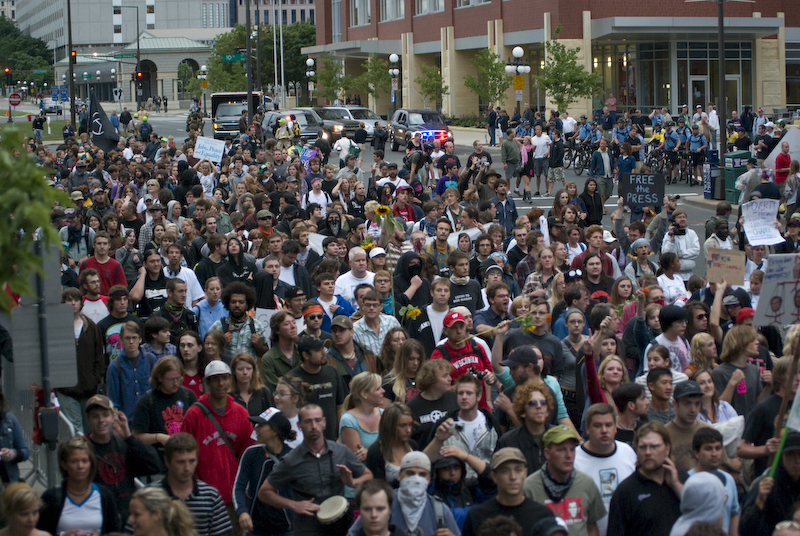
Protest în Saint Paul, Statele Unite

Protestul este o expresie de opoziție prin cuvinte sau prin acțiuni de la anumite evenimente, politici sau situații. Protestele pot lua diferite forme, de la declarații individuale până la demonstrații în masă. Protestatarii pot organiza un protest ca o modalitate de a-și face public opiniile lor într-o încercare de a influența opinia publică sau politica guvernamentală, sau se pot întreprinde acțiuni directe într-o încercare de a adopta în mod direct schimbările dorite de ei înșiși. În cazul în care protestele sunt parte a unei campanii sistematice și pașnice pentru a atinge un anumit scop, și implică utilizarea de presiune, precum și convingere, ei merg dincolo de simplul protest și mai pot fi cazuri de rezistență civilă sau rezistență nonviolentă.
Diferite forme de auto-exprimare și de protest sunt, uneori, restricționate de politica guvernamentală, circumstanțele economice, convingeri religioase, structurile sociale, sau monopolul media. Când apar astfel de restricții, protestele ar putea lua forma de nesupunere civilă deschisă, forme mai subtile de rezistență împotriva restricțiilor, sau se pot vărsa în alte domenii cum ar fi cultura și emigrare.
Un protest poate fi însăși uneori obiectul unui contra-protest. Într-un astfel de caz, contra-protestatarii demonstrează sprijinul lor pentru persoana, politica, acțiunea, etc, care face obiectul protestului inițial. O formă extremă de protest ar putea degenera într-o revoluție.

## Tipuri de protest

### Protest politic
Un protest adresat reprezentanților autorităților, al cărui scop este de a schimba situația politică, adesea până la o schimbare completă a cursului și regimului politic.
Exemple: protest împotriva fraudei electorale care a condus la Revoluția portocalie în Ucraina în 2004.

### Protest social
Un protest îndreptat împotriva inegalității sociale, a problemelor existente în societate, de regulă, de natură economică. Adesea se dezvoltă într-o formă politică.
Formele de protest pot fi: mitinguri, demonstrații, pichetări, campanii de nesupunere civilă, greve, greve ale foamei și așa mai departe. Organizatorii acțiunilor de protest social trebuie să înțeleagă cu claritate ce sarcini specifice pot fi soluționate cu ajutorul uneia sau altei acțiuni și pe ce fel de sprijin public ei pot conta. Deci, sloganul, care este suficient pentru a organiza pichetarea, puțin probabil că poate fi folosit pentru organizarea campanii de nesupunere civilă.

### Protest cultural
Protestul provocat de orice eveniment în viața culturală și a stârnit indignarea estetică a populației. Exemple: scandal de caricatură în Europa, parade LGBT și proteste împotriva lor, proteste împotriva filmului "Codul lui Da Vinci", un protest punk împotriva sistemului, subteranul împotriva trendului majoritar.

## Proteste în lume
Proteste anti-război (împotriva războiului din Irak, Cecenia etc.)
Pentru legalizarea  drogurilor ușoare (inclusiv a  marijuanei)
Proteste  antiamericane
Proteste împotriva  globalizării
Proteste împotriva emigranților ilegali
Proteste împotriva  terorismului
Protestele împotriva „Stop Online Piracy Act” (SOPA) și „Protect Intellectual Property Act” (PIPA)
Revoluția prin intermediul rețelelor sociale
Proteste în SUA și în alte țări împotriva lui Donald Trump

## Forme de protest
Protestul poate fi violent și non-violent. Din punct de vedere istoric, protestele non-violente au înlocuit treptat pe cele violente.

### Non-violente
- Votarea împotriva tuturor (vot de protest)
- Miting
- Flash mob
- Pichet
- Boicot
- Grevă
- Greva foamei
- Petiție
- Marș-protest
- Sabotaj

### Violente
- Răscoală
- Blocarea drumurilor
- Capturarea clădirilor administrative
- Revoluție
- Teroare